# Antoine Jacquemoud
Pour les articles homonymes, voir Jacquemoud.
Antoine Jacquemoud (italianisée en Antonio Jacquemoud), né le 6 novembre 1804 à Moûtiers (Savoie) ou il est mort le 13 février 1887, est un médecin, poète et homme politique savoyard du royaume de Sardaigne.

## Biographie

### Origines et formation
Jean Antoine Jacquemoud naît, à Moûtiers, le 6 novembre 1804, ou le 26 novembre 1806, dans le département du Mont-Blanc. Le duché de Savoie a été annexé par la France révolutionnaire, par décret du 27 novembre 1792. Il est le fils d'un négociant tarin, Jacques-Marie Jacquemoud.
Il part faire ses études de médecine à Turin, avant de s'installer à Moûtiers. Il publiera une étude sur le choléra.
Il est par ailleurs poète. Il reçoit d'ailleurs un prix de l'Académie de Savoie au concours de 1840.
Il épouse, en 1833, Philiberte Françoise Canton.

### Carrière politique savoyarde
De 1848 à 1852, il est député libéral du collège de Moûtiers. Il est aussi au syndic de Moûtiers durant cette période, mais il sera démis de son mandat en 1850. Il démissionne de son mandat le 24 novembre 1852,, pour se représenter en 1857 jusqu'à la cession du duché de Savoie à la France en 1860.
En 1848, il est l'auteur de ces vers :
Ah ! Cette sœur qui nous est chère

De tous nos vœux nous l'appelons.

Nos cœurs vont où va notre Isère

Et le penchant de nos vallons
— Antoine Jacquemoud, Montagnards de Tarentaise, 1848,,.
Vers qui marqueront les débats de sur l'annexion de la Savoie à la France en 1860 et qui deviendront l'adage : « Nos cœurs vont là où coulent nos rivières ».

### Carrière politique française
Au lendemain de l'Annexion de la Savoie à la France, il est élu maire de Moûtiers de 1870 à 1871. Il est élu conseiller général de Moûtiers, de 1871 jusqu'à sa démission 1876.
Il est élu le 5 décembre 1867 à l'Académie des sciences, belles-lettres et arts de Savoie, avec pour titre académique Correspondant.

## Ouvrage
- Le comte vert de Savoie : poème héroïque, Prudhomme et Blanchet, 1844, 367 pages. Hommage à Amédée VI de Savoie, dit le « Comte vert ».

## Décorations
Antoine Jacquemoud Girod a été fait :
- Modèle:Déco Grand Officier de l'ordre des Saints-Maurice-et-Lazare
- Officier de la Légion d'honneur[Quand ?]